# تقسیم کره

شبه‌جزیرهٔ کره، ابتدا از مرز مدار ۳۸ درجه و بعدتر از محل سرحد مشخص شده تقسیم شد.

تقسیم شبه‌جزیره کره به کرهٔ شمالی و کرهٔ جنوبی از پیروزی متفقین و تسلیم ژاپن در جنگ دوم جهانی در سال ۱۹۴۵ و پایان ۳۵ سال استعمار و سلطهٔ امپراتوری ژاپن بر کره نشأت گرفت. در طرحی که قریب به اتفاق کره‌ای‌ها با آن مخالف بودند، ایالات متحده آمریکا و اتحاد جماهیر شوروی توافق کردند که قیمومت موقت کشور را از محل مدار ۳۸ درجه، برعهده گیرند. هدف از طرح قیمومیت کمک به ایجاد یک دولت موقت کره‌ای بود که «در موعدی مقرر مستقل و آزاد» شود. اما اگرچه تاریخ برگزاری انتخابات هم مشخص شده بود، اتحاد جماهیر شوروی از همکاری با برنامه‌های سازمان ملل متحد برای برگزاری انتخابات آزاد و عمومی در دو کره سر باز زد و در نتیجهٔ آن، یک دولت کمونیست تحت حمایت اتحاد جماهیر شوروی به‌طور دائم در شمال تأسیس شد و یک دولت طرفدار غرب در جنوب. دو ابرقدرت از رهبران متفاوتی جانبداری کردند. دو دولت مجزا در کشور برقرار شد که هر یک مدعی زمامداری تمام شبه‌جزیره بودند.
در نتیجهٔ جنگ کره (۱۹۵۳–۱۹۵۰) دو کرهٔ مجزا بر جا ماند که از زمان جنگ سرد تا امروز پابرجاست. کرهٔ شمالی یک دولت کمونیستی‌ست، هرچند آخرین موارد به کار بردن واژهٔ کمونیسم از قانون اساسی این کشور در سال ۲۰۰۹ حذف شد، که اغلب آن را استالینیست و انزواگرا توصیف می‌کنند. اقتصاد کرهٔ شمالی در ابتدا از رشد قابل توجهی برخوردار بود، اما در دههٔ ۹۰ (بر خلاف همسایهٔ کمونیست خود جمهوری خلق چین) سقوط کرد. کرهٔ جنوبی پس از چند دهه حکومت استبدادی اکنون به یک دولت دموکراتیک لیبرال و کاپیتالیست تبدیل شده‌است.
از دههٔ ۱۹۹۰، با لیبرال‌تر شدن دولت‌های کرهٔ جنوبی و مرگ بنیان‌گذار کرهٔ شمالی کیم ایل سونگ و جانشینی پسرش کیم جونگ ایل، دو طرف گام‌های نمادین کوچکی برای الحاق احتمالی دو کره برداشته‌اند. هم‌اکنون این احساس در کرهٔ جنوبی رایج است که حضور نظامی آمریکا مانع از اتحاد دو کره می‌شود.
در ابتدای سال ۲۰۱۸ (۱۰ دی ۱۳۹۶) دو کره (کرهٔ شمالی - کرهٔ جنوبی) نخستین دور مذاکرات جدی خود را در روستای مرزی بین دو کشور آغاز نمودند. اگر چه دولت ایالات متحده اعلان نمود که این مذاکرات را به رسمیت نمی‌شناسد، اما دو کره به‌طور جدی مذاکرات را آغاز و به آن خوش‌بین بوده‌اند.
همچنین در تاریخ ۲۷ آوریل ۲۰۱۸ دیدار تاریخی رهبران دو کره برگزار شد.
رهبر کرهٔ شمالی و رئیس‌جمهوری کرهٔ جنوبی در منطقهٔ غیرنظامی شده بین دو کره دیدار کردند و نشست صبحگاهی آن‌ها به پایان رسید.

## پس‌زمینه تاریخی

### کرهٔ زیر سلطهٔ ژاپن (۱۹۴۵–۱۹۱۰)
با پایان جنگ روسیه و ژاپن در سال ۱۹۰۵ و طبق پیمان ۱۹۰۵ ژاپن و کره، کره تحت‌الحمایهٔ ژاپن، پیمان ۱۹۰۷ ژاپن و کره از اداره امور داخلی محروم شد و پیمان ۱۹۱۰ ژاپن و کره به این کشور ضمیمه شد.

### پایان جنگ جهانی دوم
در نوامبر ۱۹۴۳، فرانکلین روزولت، وینستون چرچیل و چیانگ کای‌شک در کنفرانس قاهره با یکدیگر دیدار کرده تا در مورد سرنوشت کشورهای مستعمره ژاپن تصمیم بگیرند. نتیجه این بود که تمام کشورهایی که ژاپن به زور مستعمرهٔ خود ساخته بود باید از سلطهٔ ژاپن خارج شوند. در بیانیه‌ای که پس از این کنفرانس منتشر شد برای نخستین بار به نام کره اشاره شد. سران قدرتمند اظهار کردند «اسارت مردم کره از نظر ما دور نشده و ما مصمم هستیم تا در زمانی مقرر کره به کشوری آزاد و مستقل تبدیل شود.»
عبارت «در زمان مقرر»، به مذاق کره‌ای‌های ملی‌گرا که خواستار استقلال فوری کره بودند خوش نیامد. احتمالاً روزولت به رهبر شوروی، جوزف استالین، گفته بود که سه یا چهار سال تا استقلال کامل کره زمان لازم است. استالین زمان کوتاه‌تری را مطلوب می‌دانست. به هر حال، پس از پیروزی قریب‌الوقوع متفقین بر ژاپن بحث دربارهٔ کره بار دیگر از سر گرفته‌شد.

### حمله به منچوری (۱۹۴۵)
در ماه اوت ۱۹۴۵ که نغمه‌هایی از پایان جنگ شنیده می‌شد، همچنان اجماعی دربارهٔ سرنوشت کره در میان متفقین وجود نداشت. بسیاری از کره‌ای‌ها برنامه‌های خود را برای آیندهٔ کره داشتند، که البته اشغال مجدد کره به دست نیروهای خارجی جزء این برنامه‌ها نبود. پس از بمباران اتمی هیروشیما در ۶ اوت ۱۹۴۵، ارتش شوروی با توافقی که در در کنفرانس پوتسدام میان ژوزف استالین و هری ترومن شکل گرفته بود، به منچوری حمله کرد.
رهبران آمریکا نگران بودند که تمام شبه‌جزیره به اشغال نیروهای شوروی درآید و از اشغال احتمالی ژاپن در پی آن بیم داشتند. نیروهای شوروی زودتر از آمریکایی‌ها به کره رسیدند اما طبق توافق خود تنها بخش شمالی کشور را اشغال کردند و پشت مدار ۳۸ درجه متوقف شدند.
در تاریخ دهم اوت ۱۹۴۵، دو افسر جوان آمریکایی، دین راسک و چارلز بونستیل، مأمور شدند تا محدودهٔ اشغال آمریکا را مشخص کنند. آن‌ها که باید در اسرع وقت این کار را به انجام می‌رساندند و آمادگی قبلی نیز نداشتند یک نقشهٔ نشنال جئوگرافیک را باز کردند و مدار ۳۸ درجه را روی آن معلوم کردند. علت انتخاب آن‌ها این بود که این مدار تقریباً کشور را به دو نیمهٔ مساوی تقسیم می‌کرد و پایتخت، سئول، را هم در قلمروی آمریکا قرار می‌داد. آن‌ها نمی‌دانستند که چهل سال پیش از آن روسیه و ژاپن برای تقسیم کره میان خودشان همین خط را انتخاب کرده بودند. راسک بعدتر گفت که اگر از این موضوع آگاه بود به احتمال زیادی مرز دیگری را انتخاب می‌کرد. با این حال، این تصمیم عجولانه به دولت پس از جنگ ژاپن ابلاغ شد.
ژنرال آبه نوبویوکی، آخرین ژنرال و فرماندار کل کره، از ابتدای اوت ۱۹۴۵ با چند تن از کره‌ای‌های بانفوذ در ارتباط بود تا مقدمات انتقال قدرت را آماده کند. در ۱۵ اوت ۱۹۴۵، یوه وون هیونگ، یک سیاستمدار معتدل دست چپی، پذیرفت که مسئولیت را برعهده بگیرد. وظیفهٔ او تشکیل یک کشور جدید بود و تلاش فراوانی هم کرد تا ساختارهای دولتی لازم را ایجاد کند. در ۶ سپتامبر ۱۹۴۵ کنگرهٔ نمایندگان در سئول تشکیل جلسه داد. پایهٔ یک دولت مدرن کره‌ای تنها سه هفته پس از تسلیم ژاپن گذاشته شد. بیشتر اعضای دولت دست چپی بودند. بسیاری از کسانی که در زمان سلطهٔ ژاپن با قدرت بیگانه مبارزه می‌کردند، با دیدگاه‌های کمونیسم در مورد امپریالیسم و استعمارگرایی همسو بودند.

## پس از جنگ جهانی دوم

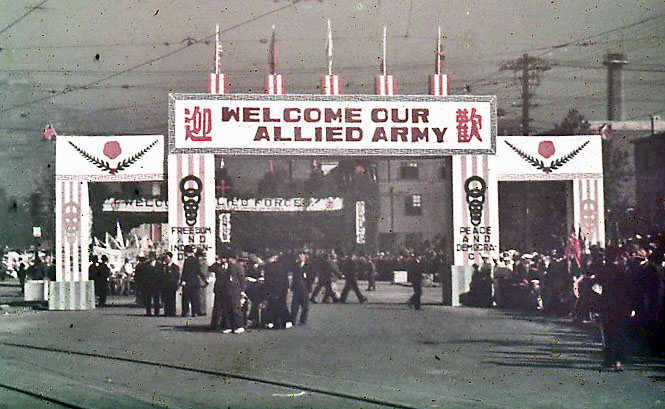
علامت خوشامدگویی به نیروهای متفقین در سئول، اوایل اکتبر ۱۹۴۵

### کره جنوبی
در ۷ سپتامبر ۱۹۴۵، ژنرال مک‌آرتور اعلام کرد که سپهبد جان آرو هاج ادارهٔ امور کره را برعهده خواهد داشت. روز بعد هاج و نیروهایش در بندر اینچئون پیاده شدند. دولت موقت کره یک هیئت نمایندگی را به همراه سه مترجم فرستاد اما هاج حاضر به دیدار با آنان نشد. به این ترتیب آمریکایی‌ها جمهوری مردم کره یا دولت موقت کره را به رسمیت نشناختند. آن‌ها سینگمان ری، یک کره‌ای ضدکمونیسم را که پس از دهه‌ها تبعید در آمریکا به کره بازگشته بود گزینهٔ مناسبی برای ادارهٔ کشور می‌دانستند چون دوست آمریکایی‌ها محسوب می‌شد. دولت کرهٔ جنوبی، تحت نظارت ری، چند عملیات نظامی علیه شورشیان دست چپی که با دولت درگیر نبرد مسلحانه شده بودند انجام داد. در چند سال بعد بین ۳۰٬۰۰۰ تا ۱۰۰٬۰۰۰ نفر در جریان جنگ علیه شورشیان چپ‌گرا کشته شدند.
در اوت ۱۹۴۸، سینگمان ری اولین رئیس‌جمهور کرهٔ جنوبی شد و نیروهای آمریکایی شبه‌جزیره را ترک کردند.

### کره شمالی
در طول ماه اوت کره‌ای‌ها شاخه‌های بسیج مردمی را برای کمیتهٔ مقدمات استقلال کره (CPKI، 조선건국준비위원회) را سازماندهی کردند. ارتش شوروی اجازهٔ ادامهٔ فعالیت این کمیته‌ها را می‌داد چون روابط دوستانه‌ای با شوروی داشتند، اما در تلاش بود که این کمیته‌های مستقل را متمرکز کند. بعدتر دامنهٔ این کمیته‌های موقت به سراسر کشور کشیده شد و کمونیست‌ها در پست‌های کلیدی قرار داده شدند. در ماه مارس ۱۹۴۶، اصلاحات ارضی آغاز شد و طی آن زمین‌های ژاپنی‌ها و ملاکان هم‌پیمان آنان تقسیم و به کشاورزان فقیر داده شد. کمپین عظیم سازماندهی بسیاری از شهروندان و کشاورزان تنگدست در کمیته‌های مردمی در سراسر کشور سلطهٔ طبقهٔ زمین‌داران قدیمی را شکست. زمین‌داران تنها مجاز بودند همان قدر زمین داشته باند که شهروندان فقیری که زمانی زمین‌های آن‌ها را اجاره می‌کردند، تا برابری بیشتری در توزیع زمین به دست بیاید. اصلاحات ارضی در کرهٔ شمالی نسبت به چین یا ویتنام با خشونت کمتری ممکن شد. منابع رسمی آمریکا نوشتند «رهبران سابق روستاها به عنوان یک نیروی سیاسی، از هر لحاظ بدون جنگ و خونریزی از صحنه کنار رفتند، اما مراقبت فوق‌العاده‌ای انجام می‌شد که از بازگشت آنها به قدرت جلوگیری شود.» طرح اصلاحات ارضی در میان کشاورزان محبوبیت بسیار داشت اما سبب شد بسیاری از زمین‌داران و مباشران سابق به جنوب بگریزند، برخی از آن‌ها پست‌هایی در دولت جدید کره جنوبی به دست آوردند. به نقل از دولت نظامی آمریکا، ۶۰۰٬۰۰۰ نفر از کره شمالی به کره جنوبی پناهنده شدند.
صنایع مهم ملی شدند. شرایط اقتصادی در شمال تقریباً به همان دشواری جنوب بود، چرا که ژاپنی‌ها کشاورزی را در جنوب و صنایع سنگین را در شمال متمرکز کرده بودند.
در فوریهٔ ۱۹۴۶ یک دولت موقت به نام کمیتهٔ موقت مردم کرهٔ شمالی به رهبری کیم ایل سونگ تأسیس شد. کیم ایل سونگ در آخرین سال‌های جنگ، زیر نظر نیروهای نظامی شوروی، در منچوری آموزش دیده بود. درگیری و کشمکش‌ها بر سر قدرت در سطوح بالای دولت در پیونگ‌یانگ بالا گرفته بود و افراد مختلف برای تصاحب پست در قدرت در دولت جدید چنگ و دندان نشان می‌دادند. در سطح محلی، کمیته‌های مردمی آشکارا به زمین‌داران و مباشران حمله می‌کردند و زمین‌ها و اموالشان را مصادره می‌کردند. بسیاری از این افراد ناپدید شدند یا ترور شدند. در همین استان‌ها و با همکاری با کمیته‌های مردمی بود که رهبر آیندهٔ کره، کیم ایل سونگ توانست نظامی با حمایت مردم به وجود آورد که او را از رقبای سیاسی‌اش در پیونگ‌یانگ پیش انداخت و به قدرت رساند. نیروهای شوروی در سال ۱۹۴۸ کرهٔ شمالی را ترک کردند. 

### شکل‌گیری دو کره
با بیشتر شدن بی‌اعتمادی میان دو هم‌پیمان سابق، آمریکا و شوروی، هیچ توافقی دربارهٔ شیوهٔ آشتی دادن دو دولت موقتی رقیب صورت نگرفت. آمریکا مسئله را در پاییز ۱۹۴۷ در سازمان ملل مطرح کرد. اتحاد جماهیر شوروی با دخالت سازمان ملل مخالفت کرد.
سازمان ملل در نوامبر ۱۹۴۷ قطعنامه‌ای منتشر کرد که باید انتخابات آزاد برگزار شود و نیروهای خارجی کشور را ترک کنند و کمیسیونی برای کره در سازمان ملل تشکیل شود. شوروی اگر چه حق وتو داشت رأی‌گیری را بایکوت کرد و قطعنامه را لازم‌الاجرا ندانست. در آوریل ۱۹۴۸، کنفرانسی با حضور سازمان‌هایی از کرهٔ شمالی و جنوبی در پیونگ‌یانگ برگزار شد.
در ماه مه همان سال یک انتخابات سراسری در کرهٔ جنوبی برگزار شد. سینگمان ری، علی‌رغم این که احزاب چپ انتخابات را تحریم کرده بودند، انتخاب شد. در ۱۵ اوت «جمهوری کره» به‌طور رسمی قدرت را از ارتش آمریکا تحویل گرفت. در شمال «جمهوری دموکراتیک مردم کره» در نهم سپتامبر با نخست‌وزیری کیم ایل سونگ اعلام وجود کرد.

## جنگ کره
تقسیم کره، پس از بیش از یک هزاره اتحاد، به نظر هر دو رژیم غیرقابل‌قبول و موقتی می‌آمد. از سال ۱۹۴۸ تا آغاز جنگ کره در ۲۵ ژوئن ۱۹۵۰، نیروهای مسلح هر دو طرف در مجموعه‌ای از درگیری‌های خونین در مرز دو کشور شرکت جستند. در سال ۱۹۵۰، این درگیری‌ها با حملهٔ کرهٔ شمالی به کرهٔ جنوبی به‌طور چشمگیری تشدید شد و در نهایت به جنگ کره انجامید. سه سال بعد دو کره با امضای آتش‌بس به خصومت‌ها پایان دادند و تقسیم کره دائمی شد. دو طرف توافق کردند که یک محدودهٔ حائل ۴ کیلومتری در میان دو کشور به وجود بیاید که هیچ‌یک از دو کشور به آن وارد نشوند. این منطقه را منطقهٔ غیرنظامی یا دی‌ام‌زد (DMZ) می‌نامند.

### کنفرانس ژنو و کمیسیون نظارت

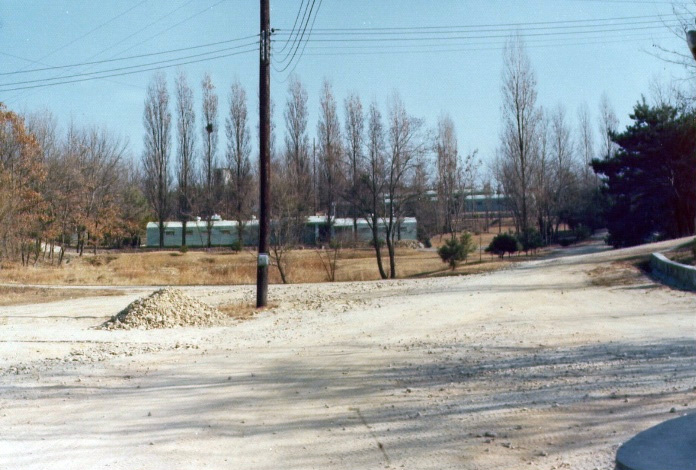
ورودی کمپ NNSC، ژانویه ۱۹۷۶

همان‌طور که در متن آتش‌بس جنگ کره قید شده‌بود، کنفرانسی در ژنو در سال ۱۹۵۴ برای طرح مسئلهٔ کره تشکیل شد. با وجود تلاش بسیاری از کشورهایی که در کنفرانس حاضر بودند، این کنفرانس بدون صدور قطعنامه‌ای برای اتحاد کره پایان گرفت.
به موجب این آتش‌بس، یک «کمیسیون نظارت از کشورهای بی‌طرف» (NNSC) تشکیل شد که وظیفهٔ آن نظارت بر اجرای مفاد مورد توافق دو طرف در آتش‌بس بود. از سال ۱۹۵۳، افرادی از نیروهای مسلح سوئیس و سوئد اعضای این کمیسیون نظارت هستند که در نزدیکی منطقهٔ غیرنظامی دی‌ام‌زد مستقر است.

## حمله‌ها، رخدادها، تجاوزها
پس از تقسیم کره، دو کشور بارها، و بیشتر کره شمالی، در سرتاسر طول مرز، به یکدیگر حمله و به خاک هم تجاوز کردند، البته دولت کره شمالی هرگز مسئولیت مستقیم این رخدادها را نپذیرفت. در فاصلهٔ سال‌های ۱۹۵۴ تا ۱۹۹۲، در مجموع ۳۶۹۳ مأمور مسلح کره شمالی به خاک کره جنوبی نفوذ کردند، که ۲۰٪ این تعداد بین سال‌های ۱۹۶۷ و ۱۹۶۸ بوده‌است. بر اساس گزارش روزنامهٔ هرالد کره در تاریخ ۵ ژانویهٔ ۲۰۱۱، از ماه ژوئیهٔ ۱۹۵۳ کره شمالی ۲۲۱ بار از مفاد آتش‌بس تخطی کرده‌است. از این تعداد ۲۶ مورد حملهٔ نظامی بوده‌است.برخی از این رخدادها عبارتند از:

### در مرز زمینی
بین سال‌های ۱۹۶۶ تا ۱۹۶۹، مجموعه‌ای از حوادث در مرز زمینی دو کشور و در منطقهٔ دی‌ام‌زد رخ داد. حوادث پس از سال ۱۹۶۹ به این شرح است:
- آوریل ۱۹۷۰: در مواجهه‌ای در کامچون، گیونگی-دو، سه نفوذی کرهٔ شمالی کشته و ۵ سرباز کرهٔ جنوبی مجروح شدند.[۸]
- نوامبر ۱۹۷۴: اولین تونل از آنچه بعدتر معلوم شد مجموعه‌ای تونل برای نفوذ به خاک کرهٔ جنوبی‌ست در منطقهٔ غیرنظامی دی‌ام‌زد کشف شد.
- مارس ۱۹۷۵: تونل دوم کره شمالی کشف شد.
- ژوئن ۱۹۷۶: سه نفوذی کره شمالی و ۶ سرباز کره جنوبی در بخش شرقی جنوب دی‌ام‌زد کشته شدند. ۶ سرباز کره جنوبی دیگر زخمی شدند.
- اوت ۱۹۷۶: در حادثه‌ای که بعدتر به نام حادثهٔ درخت سپیدار یا  حادثهٔ تبر مشهور شد (که طی آن نیروهای آمریکایی و کرهٔ جنوبی قصد قطع یک درخت سپیدار را داشتند که در منطقهٔ بی‌طرفِ حدفاصل دو کره قرار داشت و سد دیدبانی بود) ۲ سرباز آمریکایی کشته شدند و ۱۸ جراحت به ۴ سرباز آمریکایی و ۵ سرباز کرهٔ جنوبی وارد شد.
- اکتبر ۱۹۷۸: سومین تونل کرهٔ شمالی کشف شد.
- اکتبر ۱۹۷۹: از ورود سه مأمور کره شمالی که قصد نفوذ به بخش شرقی منطقهٔ دی‌ام‌زد را داشتند، جلوگیری شد. یکی از مأموران کشته شد.
- مارس ۱۹۸۰: سه نفوذی کره‌ای که سعی داشتند از مدخل رودخانهٔ هان وارد کره جنوبی شوند، کشته شدند.
- مارس ۱۹۸۱:سه نفوذی کره شمالی در کوموا، گانکون-دو شناسایی شدند، یکی کشته شد.
- ژوئیه ۱۹۸۱: سه نفوذی کره شمالی در مسیل شمالی رودخانهٔ ایمجین کشته شدند.
- مه ۱۹۸۲: ۲ نفوذی کره شمالی در ساحل شرقی دیده شدند، یکی کشته شد.
- مارس ۱۹۹۰: چهارمین تونل از مجموعه تونل‌های کرهٔ شمالی (شاید ۱۷ تونل) کشف شد.
- مه ۱۹۹۲: سه نفوذی کره شمالی با یونیفرم کره جنوبی در چئورون، گانگون-دو کشته شدند. سه سرباز کره جنوبی هم زخمی شدند.
- اکتبر ۱۹۹۵: دو نفوذی کره شمالی در کنار رودخانه ایمجین متوقف شدند. یکی کشته شد و دیگری گریخت.
- آوریل ۱۹۹۶: صدها تن از نیروهای مسلح کره شمالی به منطقهٔ امنیتی مشترک میان دو کشور و مناطق دیگر وارد شدند.
- مه ۱۹۹۶: ۷ سرباز کره شمالی از منطقه دی‌ام‌زد گذشتند، اما با تیراندازی نیروهای کره جنوبی عقب‌نشینی کردند.
- آوریل ۱۹۹۷: ۵ سرباز کره شمالی از مرز نظامی بخش چئورون گذشتند و به مواضع کره جنوبی تیراندازی کردند.
- ژوئیه ۱۹۹۷: ۱۴ سرباز کره شمالی از مرز نظامی گذشتند. به مدت ۲۳ دقیقه تیراندازی سنگین میان دو طرف درگرفت.
- مه ۲۰۰۶: دو سرباز کره شمالی وارد منطقهٔ دی‌ام‌زد و خاک کره جنوبی شدند. آن‌ها پس از این که جنوبی‌ها چند گلوله برای اخطار شلیک کردند به داخل مرز خود بازگشتند.
- اکتبر ۲۰۰۶: پس از آن که چند سرباز کره شمالی اندکی وارد بخش مرزی شدند، سربازان کره جنوبی تیر اخطار شلیک کردند.
- نوامبر ۲۰۱۰: کره شمالی به کره جنوبی اخطار داد که در نزدیکی جزیره یون‌پیونگ، تمرین‌های نظامی خود را متوقف کند. کره جنوبی از پذیرش این اخطار سر باز زد. کره شمالی در پاسخ به تیراندازی‌های تمرینی کره جنوبی، با آتش سنگین توپخانه جزیره را بمباران کرد. کره جنوبی پاسخ این حمله را با خمپاره‌اندازها و جت‌های نیروی هوایی‌اش داد. در جزیره ۴ نفر (از جمله ۲ غیرنظامی) کشته و ۱۵ تن مجروح شدند.

### رخدادهای جاهای دیگر
- ژوئن ۱۹۶۹: مأمور کره شمالی خود را به جزیرهٔ هوکسان رساند، ۱۵ نفر کشته شدند.
- اوت ۱۹۷۵: ۲ نفوذی کره شمالی به ایالت گوچانگ، جئولابوک-دو وارد شدند. یکی از نفوذیان به همراه دو تن از سربازان کره جنوبی کشته شدند. دو سرباز دیگر مجروح شدند.
- نوامبر ۱۹۷۸: سه مأمور کره شمالی دو شهروند غیرنظامی کره جنوبی را در هونگ‌سئونگ، یک غیرنظامی را در گنگجو، چونگچئونگنام-دو و شهروند دیگری را در اوسان، گیونگی-دو به قتل رساندند.
- نوامبر ۱۹۸۰: سه نفوذی کره شمالی و یک غیرنظامی کره جنوبی در ونگ‌گاندو، جئولانام-دو کشته شدند. ۶ نفر دیگر زخمی شدند.
- دسامبر ۱۹۸۰: سه نفوذی کره شمالی و دو سرباز کره جنوبی در ساحل جنوبی جئونسانگنام-دو کشته شدند. دو سرباز کره جنوبی دیگر زخمی شدند.
- سپتامبر ۱۹۸۴: یک نفوذی کره شمالی دو شهروند غیرنظامی را کشت و یک تن دیگر را در دائجو زخمی‌کرد و سپس خودکشی کرد.
- اکتبر ۱۹۹۵، نفوذی دو مهاجم کره شمالی را در ایالت بویو شناسایی کرد. یک کشته و دیگری اسیر شد.
- ۱۷ سپتامبر ۱۹۹۶: ۲۶ نفر از پرسنل نظامی کره شمالی در ساحل شرقی جئونگ‌دونگ‌جین، ۲۰ کیلومتری جنوب شرقی گانگ‌نئونگ، گانکون-دو از یک زیردریایی از کار افتادهٔ کره شمالی پیاده شدند. در نتیجهٔ این عملیات، کماندوهای کره شمالی احتمالاً برای نجات بقایای زیردریایی ۱۱ نفر را کشتند. سربازان کرهٔ جنوبی ۱۳ نفر از شمالی‌ها را در طی مسیر بازگشت ۴۹ روزه‌شان به آن سوی مرز منطقهٔ غیرنظامی کشتند، یک نفر را اسیر کردند و یکی گریخت. طی این عملیات، نفوذی‌ها نیز در حال فرار ۱۳ سرباز کره جنوبی را کشتند و ۵ تن دیگر را زخمی‌کردند از جمله یک سرباز کره جنوبی را که در حال خدمت نبود، خفه کردند.مصاحبه با بازمانده زیردریایی جاسوسی بایگانی‌شده  در ۱۳ فوریه ۲۰۱۲ توسط Wayback Machine کره شمالی تهدید کرد که تلافی خواهد کرد. در اکتبر ۱۹۹۶، یک دیپلمات کره جنوبی، چوی دوک کئون، در ولادی‌وستوک مسموم و کشته شد. مادهٔ سمی شبیه همان چیزی بود که زیردریایی حمل می‌کرد. در ۲۹ دسامبر، کره شمالی در یک بیانیهٔ رسمی «تأسف عمیق» خود را از ماجرای زیردریایی اظهار کرد اما به‌طور مستقیم عذرخواهی نکرد. در واکنش به این بیانیه، کره جنوبی نیز در ۳۰ دسامبر اجساد نفوذی‌ها را به کره شمالی تحویل داد. بقایای زیردریایی به ساحل نشسته، در ژئونگ‌دونگ‌جین باقی‌ماند و از آن زمان در معرض نمایش قرار دارد. تحقیقات دربارهٔ این رخداد، به تنبیه ۲۰ سرباز و افسر کره جنوبی به علت «غفلت در انجام وظیفه» و اخراج یک سپهبد و یک سرلشکر از ارتش انجامید. راننده تاکسی‌ای که متوجه نفوذی‌ها شده و مقام‌های مسئول را باخبر کرده بود، پاداش خوبی گرفت.

.

### حوادث دریایی
- ژوئن ۱۹۸۱: یک قایق جاسوسی کره شمالی در سئوسان، چونگچئونگنام-دو غرق شد. ۹ نفر کشته، ۹۱ تن زخمی و یک نفر اسیر شد.
- اکتبر ۱۹۸۵: یک کشتی جاسوسی کره شمالی به دست نیروی دریایی در ساحل بوسان غرق شد.
- مه ۱۹۹۶: ۵ قایق گشتی کره شمالی وارد مرز آبی کره جنوبی شدند. پس از یک درگیری ۴ ساعته با نیروهای کره جنوبی عقب‌نشینی کردند. حادثهٔ دیگری نیز در ژوئن ۱۹۹۶ رخ داد که طی آن ۵ قایق گشتی کره شمالی به مدت سه ساعت به همان منطقه به‌طور غیرقانونی وارد شدند.
- ژوئن ۱۹۹۷: سه قایق گشتی کره شمالی وارد آب‌های کره شمالی در دریای زرد شدند و به روی قایق‌های گشتی جنوب آتش گشودند.
- ۲۲ ژوئن ۱۹۹۸: یک زیردریایی کلاس یوگو متعلق به کره شمالی در آب‌های کره جنوبی، در ۱۸ کیلومتری ساحل سوکچو در تور ماهیگیران گرفتار شد. ماهیگیران کره جنوبی متوجه تلاش خدمهٔ زیردریایی برای رها شدن از تور شدند و به نیروی دریایی جنوب موضوع را اطلاع دادند. در نهایت یک ناوچهٔ سبک کرهٔ جنوبی زیردریایی را تا یکی از پایگاه‌های نیروی دریایی کره در نزدیکی سوکچو یدک کشید. تصور می‌شد ۵ یا ۶ خدمه در زیردریایی زنده باشند. نیروهای کره جنوبی با بلندگو از خدمه خواستند بیرون بیایند اما پاسخی دریافت نکردند. وقتی در نهایت در زیردریایی باز شد، نیروهای کره جنوبی با جسد ۹ خدمهٔ زیردریایی مواجه شدند که به نظر می‌رسید خودکشی دسته‌جمعی کرده‌اند.[۹]کره شمالی، کره جنوبی را مسئول مرگ خدمه زیردریایی دانست و از آن‌ها خواست اجساد و زیردریایی را به کره شمالی تحویل دهند. رئیس‌جمهور کره جنوبی کیم دای جونگ نیز در مقابل از کره شمالی خواست «مسئولیت حادثه را به گردن بگیرد و معقولانه اقدام کند.»
- ژوئن ۱۹۹۸: جسد یک غواص کره شمالی با وسایل و تجهیزاتش در ساحلی در جنوب دی‌ام‌زد پیدا شد.
- نوامبر ۱۹۹۸: یک قایق جاسوسی کره شمالی در نزدیکی جزیرهٔ گانگوا در آب‌های کره جنوبی دیده شد. قایق پس از شناسایی شدن گریخت.
- ۱۷–۱۸ دسامبر ۱۹۹۸: در نبرد یوسو، یک قایق نیمه‌شناور کره شمالی در درگیری با نیروی دریایی کره جنوبی در نزدیکی یئوسو غرق شد. جسد یک غواص کره شمالی در نزدیکی سایت پیدا شد.
- ژوئن ۱۹۹۹: یک مواجههٔ ۹ روزه میان نیروی دریایی دو کشور صورت گرفت که سرآغاز آن ورود چند کشتی کره شمالی به آب‌های نزدیک مرز شمالی (که مالکیت آن محل اختلاف است) در دریای زرد بود. در ۱۵ ژوئن ۱۹۹۹ دو طرف به روی هم آتش گشودند که در نتیجه آن یک قایق اژدر کره شمالی غرق شد و ۵ قایق دیگر آسیب دیدند. دو قایق کره جنوبی آسیب جزئی دیدند. کره شمالی هشدار داد که اگر کره جنوبی یا آمریکا به آب‌های محل اختلاف وارد شوند، خشونت ادامه خواهد یافت.
- آوریل ۲۰۰۱: قایق‌های گشتی کره شمالی اندکی به مرز شمالی آبی کره جنوبی وارد شدند و ناوگان کره جنوبی با آن‌ها مقابله کرد. حوادث مشابهی در ۵ فوریه، ۳ مارس و ۱۰ آوریل هم گزارش شد. در مجموع در سال ۲۰۰۱، ۱۲ ورود غیرقانونی دریایی گزارش شد.
- ۵ ژانویه ۲۰۰۲: قایق‌های گشتی کره شمالی به ورود غیرقانونی به آب‌های کره جنوبی ادامه دادند و یک کشتی کره شمالی در جزیرهٔ یون‌پیونگ در دریای زرد دیده شد.
- ژوئن ۲۰۰۲: قایق گشتی کره شمالی با عبور از مرز به سوی یک قایق گشتی کره جنوبی آتش گشود که به درگیری انجامید و در نتیجهٔ آن ۴ پرسنل نظامی قایق کره جنوبی و تعداد نامعلومی از کره شمالی‌ها کشته شدند.
- ۱۱ نوامبر ۲۰۰۹: یک قایق گشتی کره شمالی پس از حمله به کشتی کره جنوبی در دریای زرد به آتش کشیده شد. ۱۵ ژانویه ۲۰۱۰ بک قایق کره شمالی کشتی کره جنوبی را غرق کرد
- ۲۶ مارس ۲۰۱۲: یک کشتی کره جنوبی غرق شد. ۴۶ ملوان کشته‌شدند. در ۱۹ مه۲۰۱۲ نتیجه تحقیقات معلوم کرد که یک زیردریایی کره شمالی باعث غرق شدن کشتی بوده‌است.[۱۰]

### حوادث هوایی
- فوریه ۲۰۰۳: یک هواپیمای جنگنده کره شمالی بر فراز دریای زرد وارد مرز هوایی کره جنوبی شد. این اولین بار پس از سال ۱۹۸۳ بود که به مرز هوایی کره جنوبی تجاوز می‌شد. ۶ جنگنده کره جنوبی در پاسخ به هوا برخاستند. ۲ دقیقه بعد جنگنده کره شمالی از مرز کره جنوبی خارج شد. [نیازمند منبع]
- ژوئن ۲۰۱۱: سربازان کره جنوبی به اشتباه به سوی یک هواپیمای تجاری شرکت آسیانا آتش گشودند، آن‌ها تصور کردند که یکی از هواپیماهای نظامی کره شمالی‌ست.[۱۱]